# Баликлея
Баликлея (також Балаклея, Баликлей, ототожнюється в давніх джерелах з Чичаклея) — фортеця, старовинне поселення 3-4 століття на Миколаївщині, поблизу села Варюшине Веселинівського району. Назва Балаклея, можливо, перекладається як «рибне місце».До нашого часу залишились від давнього міста лишились лише укріплення, збудовані за римськими канонами, рештки палацу. Також є поховання, які, потерпають від грабіжників археології в наш час.

## Історія
Одне з небагатьох поселень в Україні, що належить до Черняхівської культури.
Звістки про Баликлей ідуть від давньої доби. В усіх виданих у світ редакціях татарських ярликів на українські землі згадується Баликлей. Твердиня мала чимале значення в боротьбі з татарами в 15-16 ст. Бернард Претвич, відомий оборонець від татар в Речі Посполитій, що саме тут, на Бузі біля перелазів, нижче Чапчаклею він перехоплював татарські ватаги. Біля цього замку йшла одна з гілок Кучманського шляху, яким у 16 — першій половині 18 століття користувалися кримські і ногайські татари для розбійницьких нападів. Марцін Бельський, польський історіограф того часу також пише, що «Balaklei, gdyby oprawiono, ktory lezy nad Czapczakieiem rzeka, 9 mil od Ocsakowa, nie takby latwie tarn tedy wazyli sic Tatarowie do nas chodzic, zwlaszczna Czarnym slakiem, ktory od Czarnego lasa tak jest nazwany»".
Тобто, якщо б цю фортецю відновити і залишити там залогу — це стало б значною перешкодою для татар.
Важливість замку розуміли і в протилежному таборі. Так, військовий діяч Польщі того часу Станіслав Жолкєвський вказує, що тодішній беглербек (титул правителя провінції в Туреччині) хотів би відновити цей замок, однак не може через суворі зими.
Мапографічно перше описав цю фортецю Боплан, помістивший її в гирло однойменної річки, що відповідає дійсності. (на сьогодні річка Чачиклея майже пересохла).

## Сьогодення
Фортеця досі практично не досліджена. Легальні розкопки проводили лише двічі: в 1960-х і 1980-х роках. Наприкінці 2010-х пам'ятка стала жертвою грабіжників: до неї навідались грабіжники з металошукачами та навіть бульдозером. Держава не виділяє грошей на охорону цієї пам'ятки, а оскільки вона знаходиться за кілька кілометрів від найближчого села, то проблеми з розграбуванням є скоріше закономірністю.